# IBM PC Portable
L'IBM Portable Personal Computer 5155 model 68 va ser el primer ordinador portàtil desenvolupat per  IBM després de l’èxit de la maleta Compaq Portable. Va ser llançat al febrer de 1984, i va ser reemplaçat ràpidament per l'IBM Convertible, només dos anys després del seu debut.

## Disseny
Era bàsicament una placa base  PC/XT, que es va muntar dins d'una carcassa de l'estil del Compaq Portable. El sistema tenia 256 kilobytes de memòria (ampliables a 512 kB a la placa base), una targeta CGA connectada a un monitor monocrom intern de color ambre, amb una o dues unitats de disquets de mitja alçada de 5 1⁄4 i 360 kB de capacitat, fabricades per Qume. A diferència del Compaq Portable, que utilitzava un monitor de mode dual i una targeta de visualització especial, IBM usava una targeta CGA i un monitor monocrom de 9" de color ambre, que tenia una resolució més baixa. Tanmateix, podria mostrar el color si es connectava a un monitor extern o al televisor. Portava un teclat amb cable separat de 83 tecles, que utilitzava un connector per a telèfon RJ11. El connector d'alimentació estava situat a la part posterior de la màquina, on hi havia hi havia també els connectors per a un monitor de color CGA i per a un teclat XT original.
Els experts van afirmar que IBM va desenvolupar el portàtil en gran part perquè la seva força de vendes necessitava un ordinador que competís contra el Compaq Portable.  Encara que menys sofisticat que el Compaq, l'IBM Portable tenia l'avantatge d'un preu més baix. La placa base tenia vuit ranures d’expansió. La font d’alimentació tenia una potència de 114 watts i era apta per funcionar a 120 o 230V en corrent altern.  Els discs durs eren un afegit de tercers molt habitual, ja que IBM no l'oferia com a opció  Típicament, en un context de dos disqueteres, la unitat A: executava el Sistema Operatiu PC-DOS, i la unitat B: era utilitzada per a aplicacions i dades.
Es venia com portable, ja que combinava el monitor al costat d'una unitat base, en una caixa amb nansa de la mida d'una maleta mitjana, el teclat el teclat es plegava o es va separava, es podia plegar cap a dins (com a tapa) i formar una unitat compacta i transportable. De fet, amb un pes d'uns 14 quilos podia ser difícil de portar per a algun usuari, així que, sovint se'l definia com a "transportable".. En no disposar de bateries no era un portàtil, ja que només es podia usar endollat.